# 郡川16号墳
郡川16号墳（こおりがわじゅうろくごうふん）は、大阪府八尾市郡川にある古墳。形状は円墳。高安古墳群（うち郡川南支群）を構成する古墳の1つ。史跡指定はされていない。出土品は八尾市指定有形文化財に指定されている。

## 概要
大阪府東部、生駒山地西麓の尾根上（標高113-115メートル）に築造された古墳である。大型群集墳である高安古墳群約230基のうちでは南端部に位置する。1966年（昭和41年）に実測調査が実施されている。
墳形は円形で、直径15メートル・高さ3.5メートルを測る。埋葬施設は片袖式の横穴式石室で、南南西方向に開口する。天井はドーム状を呈し、高安古墳群では最古型式の石室に位置づけられる。昭和期の実測調査の際には、木棺の安置を示す鉄釘・鎹のほか、耳環・玉・土器が検出されている。特に土器にはミニチュア炊飯具（竈・鍋）・韓式土器が含まれる点で特色を示す。
築造時期は、古墳時代後期の6世紀前半（MT15型式-TK10型式古段階期）頃と推定され、7世紀代まで複数回の追葬が想定される。ドーム状天井の石室、木棺の安置、ミニチュア炊飯具・韓式土器の副葬の点で渡来系要素が強く、高安古墳群の造墓開始期の性格を考察するうえで重要視される古墳になる。
なお、高安古墳群の主要部分は「高安千塚古墳群」として国の史跡に指定されているが、本古墳は指定範囲外である。

## 遺跡歴
- 1966年（昭和41年）、実測調査（大阪府教育委員会、1966年に概要報告）。
- 2008年度（平成20年度）、出土遺物整理（八尾市教育委員会、2009年に報告）。

## 埋葬施設

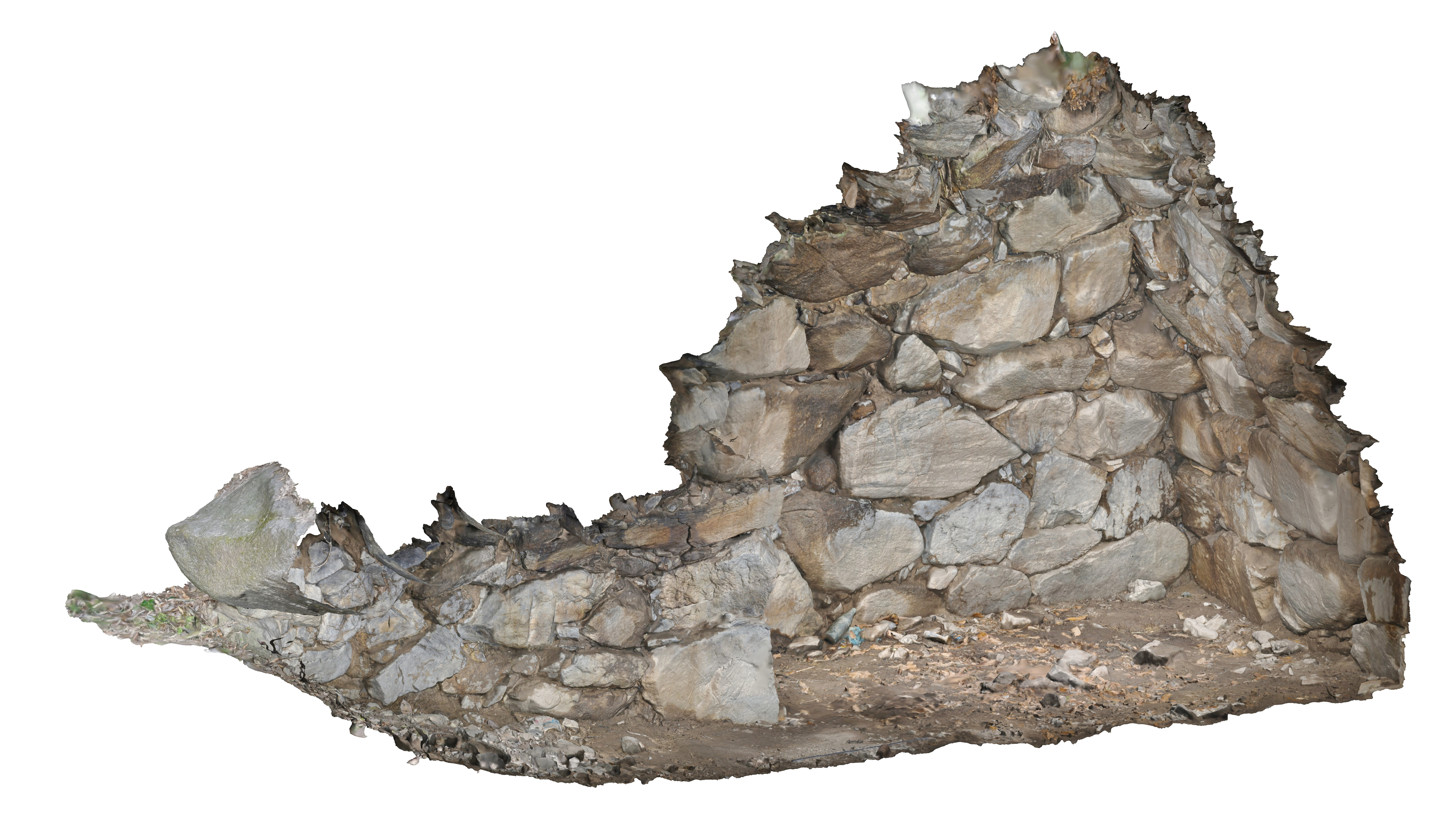
石室俯瞰図

石室展開図

埋葬施設としては片袖式横穴式石室が構築されており、南南西方向に開口する。石室の規模は次の通り。
- 石室全長：8.2メートル
- 玄室：長さ3.9メートル、幅2.8メートル、高さ3.8メートル
- 羨道：長さ4.3メートル、幅1.4メートル、高さ1.6メートル

石室の石材には小ぶりの石が使用される。基底石は50-70センチメートル程度で、上方には30-40センチメートル程度の石を用いる。玄室の壁面は内側に強く持ち送り、天井はドーム状を呈する。玄室の平面プランは正方形に近い。また玄室に取り付く羨道は、奥壁側から見て左側（東側）に振れる。これは最初期の横穴式石室である高井田山古墳（柏原市）と同様の特徴であり、高安古墳群周辺地域の黒谷10号墳とともに、畿内型石室の初期の事例として注目される。
石室内からは、昭和期の実測調査（石室清掃）の際に耳環・鉄釘・鎹・玉・土器が出土しており、このうち鉄釘・鎹の出土は木棺の安置を示唆する。

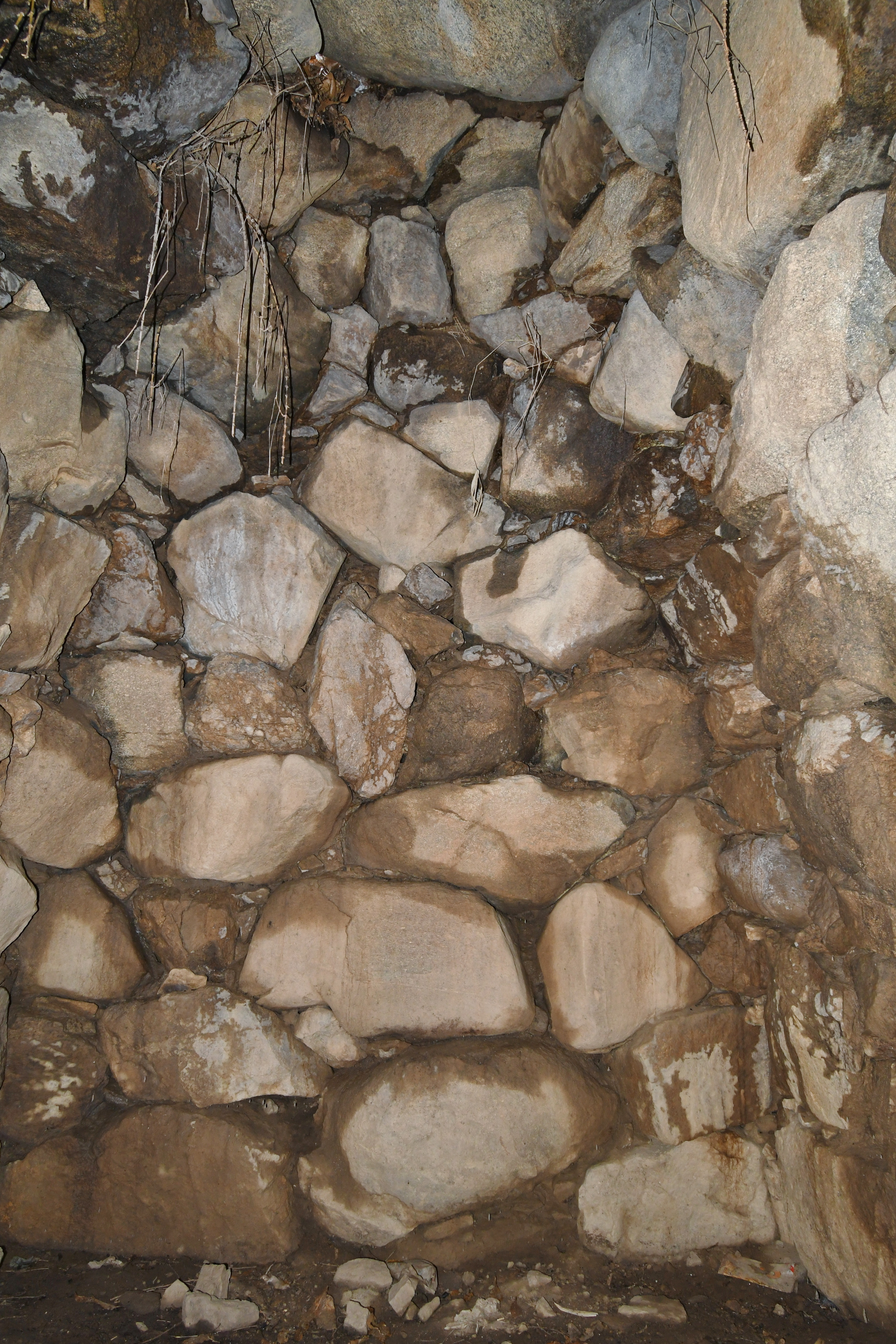
玄室（奥壁方向）
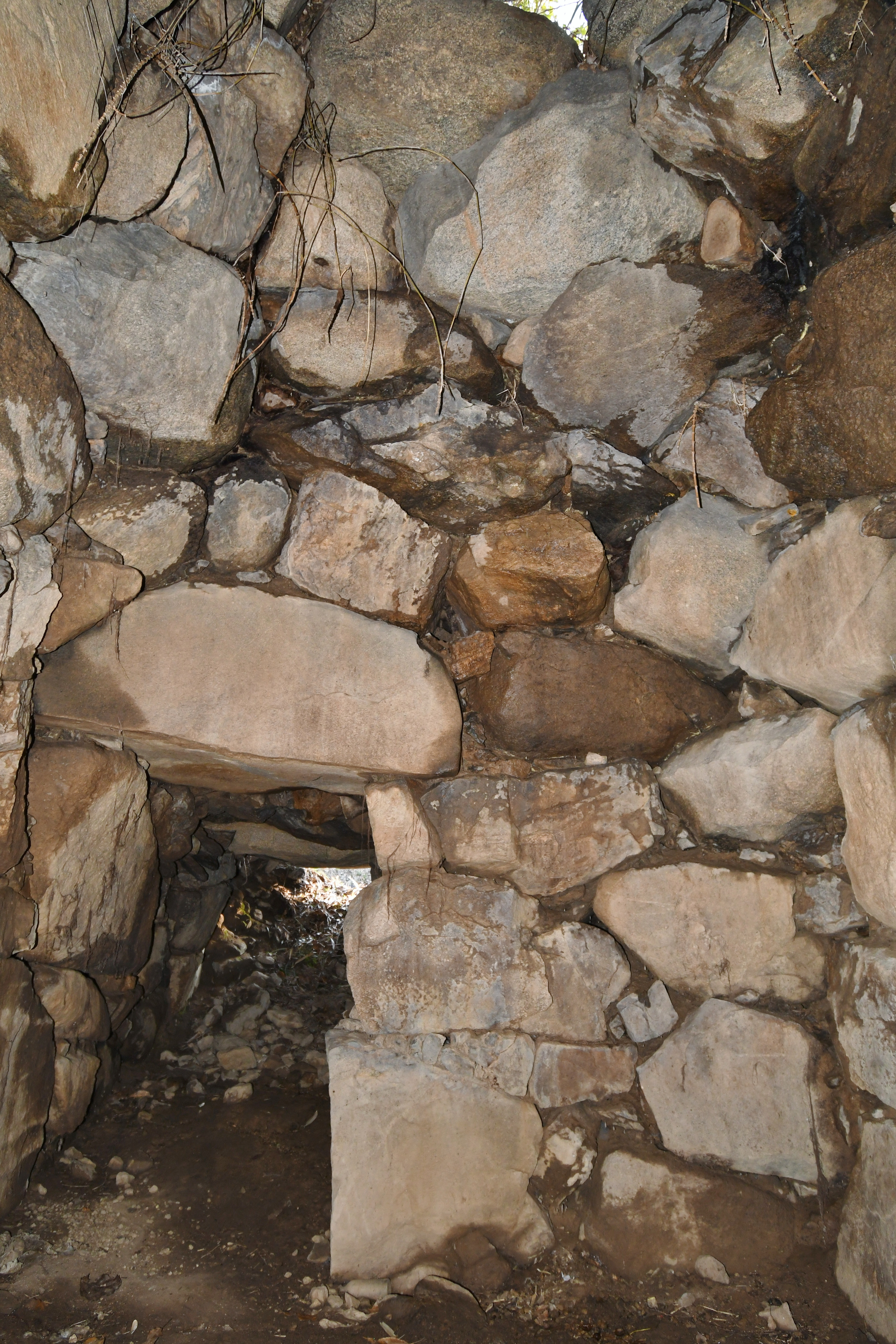
玄室（開口部方向）
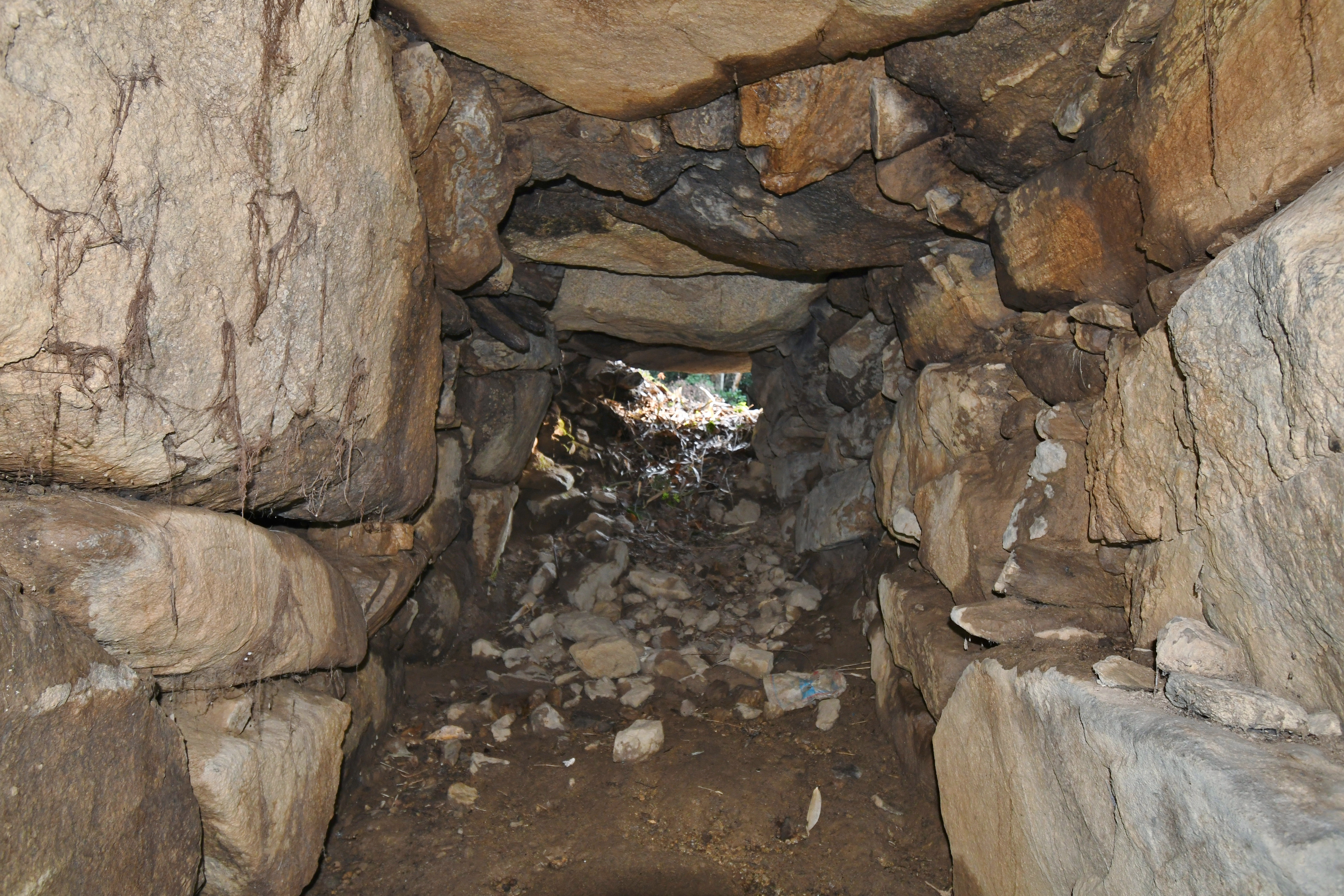
羨道（開口部方向）
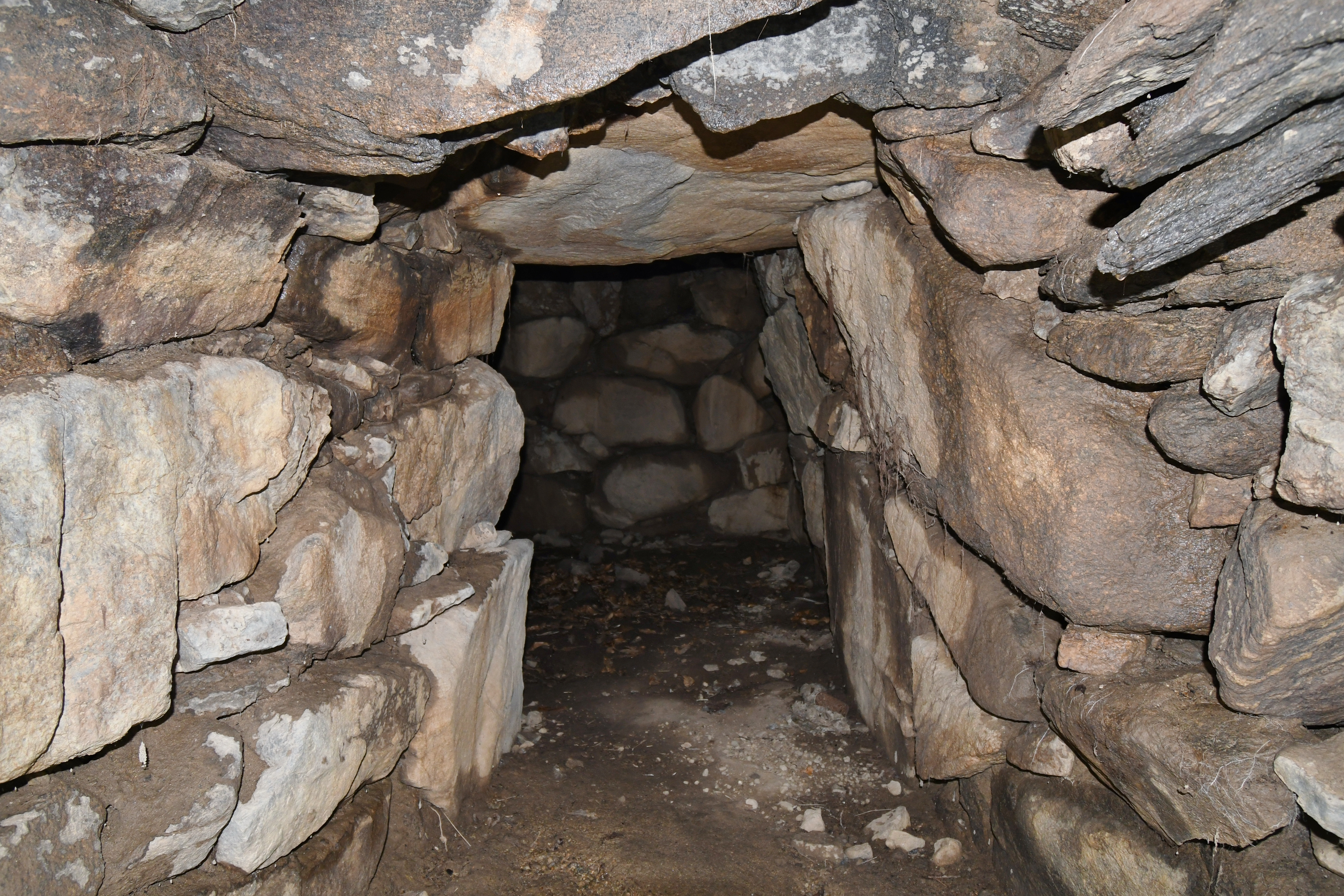
羨道（玄室方向）
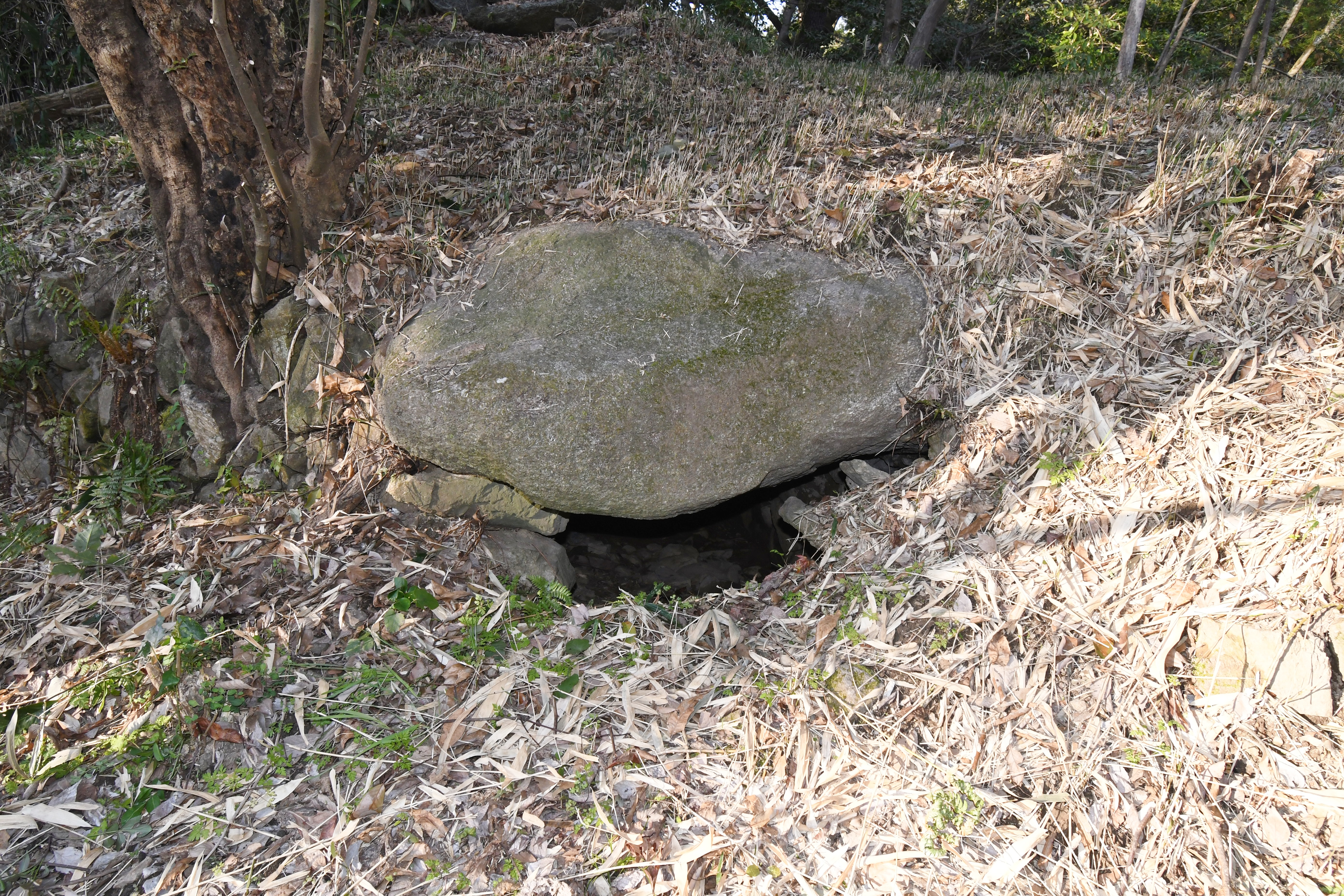
開口部

## 出土品
昭和期の実測調査の際に検出された副葬品は次の通り。
- 耳環 1点
- 鉄釘 5点
- 鎹 1点
- 石製玉 2点 - 後世の混入か。
- 土器 42点 - 須恵器、土師器、ミニチュア炊飯具（竈・鍋）、韓式土器。

## 文化財

### 八尾市指定文化財
- 有形文化財
  - 高安千塚古墳群郡川南支群 郡川16号墳出土品 51点（考古資料） - 明細は後出。八尾市立歴史民俗資料館保管。2023年（令和5年）3月10日指定[2]。
    - 土器 42点
    - 耳環 1点
    - 鉄製品 6点
    - 石製品 2点

## 関連施設
- 八尾市立歴史民俗資料館（八尾市千塚） - 郡川16号墳の出土品を保管。

## 関連文献
（記事執筆に使用していない関連文献）
- 『八尾市高安古墳群の調査 -昭和41年度第1次郡川其他地区調査概要-』大阪府教育委員会、1966年。
- 「八尾市高安古墳群の調査 -昭和41年度第1次郡川其他地区調査概要-」『大阪府文化財調査概要』 1965・66年度、大阪府文化財センター、1975年。
- 花田勝広『高安古墳群の基礎的研究』八尾市教育委員会文化財課〈八尾市文化財紀要13〉、2008年。
- 『新版八尾市史』 考古編1 -遺跡からみた八尾の歩み-、八尾市、2017年。